# Variant A/S
Variant A/S er en dansk producent af trailere til biler. Virksomheden blev etableret i Vejle i 1975 af Niels Buhl. I 1977 bliver broderen Jens Buhl også medejer. De første år bestod produktudvalget udelukkende af mindre hobbytrailere til privat brug. I dag har Variant over 200 forhandlere i bl.a. Danmark, Norge, Sverige, Tyskland og Østrig. De har ca. 100 ansatte (2023).
Virksomheden var fra 1989 - 2014 kendt som De Forenede Trailerfabrikker A/S. Oprindeligt var den kendt som Niels & Jens Buhl ApS. I 2014 blev navnet Variant A/S indført, således at virksomhedens navn var det samme som mærket på de trailere de sælger. 